# Popudinské Močidľany
Popudinské Močidľany este o comună slovacă, aflată în districtul Skalica din regiunea Trnava. Localitatea se află la altitudinea de 190 m deasupra n.m., se întinde pe o suprafață de 10,82 km2 și în 2017 număra 909 locuitori.

## Istoric
Localitatea Popudinské Močidľany este atestată documentar din 1392.

## Demografie
| An:                | 1994 | 2004   | 2014   | 2024   |
| ------------------ | ---- | ------ | ------ | ------ |
| Număr de persoane: | 829  | 908    | 921    | 990    |
| Diferență:         |      | +9,52% | +1,43% | +7,49% |

| An:                | 2023 | 2024   |
| ------------------ | ---- | ------ |
| Număr de persoane: | 979  | 990    |
| Diferență:         |      | +1,12% |